# 진계부정
진계부정 이윤경(晋溪副正 李潤慶, 1604년 ∼ 1648년)은 조선중기의 왕족으로 덕흥대원군의 증손이며, 익성군 이향령(益城君 李享齡)의 7남이다.

## 생애
조선중기의 왕족으로 본관은 전주, 휘는 윤경(潤慶)이다. 덕흥대원군의 증손이며, 선조의 백형 하원군의 손자이다. 아버지는 익성군 이향령(益城君 李享齡)이고, 어머니는 군수(郡守) 진주인(晋州人) 소수(蘇遂)의 딸로 진주군부인 소씨(晋州郡夫人 蘇氏)이다.
부인은 동지(同知) 광주인(光州人) 김명세(金命世)의 딸로 신인 광주김씨(愼人 光州金氏)이다.
익성군의 7남으로 갑진(甲辰) 1604년(선조 37) 12월 17일 탄생하였다. 진계부정(晋溪副正)에 책봉되고, 1612년(광해 4) 대북파가 소북파를 제거하기 위해 일으킨 김직재 옥사(金直哉 獄事, 임자옥사) 때 동복형 진릉군 이태경(晋陵君 李泰慶)을 왕으로 추대하였다는 대북파 이이첨(李爾瞻)의 모함을 받아 이때 온 가족이 연좌되어 정배되고, 진계부정은 나이가 어리다고, 바로 정배하지 않고, 성장한 후 정배하라 하였다.
인조 즉위 후에 신원되고, 1625년(인조 3) 8월 29일 인조가 사묘(私廟)에 친제(親祭)할 때 이유없이 수가(隨駕)에 나오지 않았다고 종부시(宗簿寺)에서 추고(推考)를 청하였다.
1639년(인조 17) 7월 11일 관직을 제수받고, 1641년(인조 19) 12월 2일 파직되었다가 서용(敍用)되었다. 창선대부(彰善大夫)에 가자되고, 무자(戊子) 1648년(인조 26) 6월 13일 향년 45세로 별세하여 충남 논산시 은진면 선영 백호 해좌에 예장하였다.

## 가족관계
- 아버지 : 익성군 이향령(益城君 李享齡)
- 어머니 : 진주군부인 소씨(晋州郡夫人 蘇氏), 군수(郡守) 진주인(晋州人) 소수(蘇遂)의 딸.
- 부인 : 신인 광주김씨(愼人 光州金氏, 1601년 - 1672년), 동지(同知) 광주인(光州人) 김명세(金命世)의 딸.
  - 장남 : 이기한(李起漢)
  - 2남 : 이성한(李成漢)
  - 3남 : 이위한(李衛漢)
  - 장녀 : 현감(縣監) 은진인(恩津人) 송규명(宋奎明)에게 출가.
  - 2녀 : 별검(別檢) 한산인(韓山人) 이팽령(李彭齡)에게 출가.